# Theddingworth
Theddingworth est une paroisse civile et un village du Leicestershire, en Angleterre.